# Mörk glansguldstekel
Mörk glansguldstekel eller rynkig glansguldstekel (Omalus biaccinctus) är en stekelart som först beskrevs av François du Buysson 1893.  Mörk glansguldstekel ingår i släktet glansguldsteklar (Omalus), och familjen guldsteklar. Enligt den finländska rödlistan är arten sårbar i Finland. Arten är reproducerande i Sverige. Artens livsmiljö är moskogar.